# 41 Arietis
41 Arietis é uma estrela de constelação de Aries. É também conhecida pelo nome de Bharani. Não possui letra grega da designação de Bayer porque esta estrela tinha sido anteriormente colocada na agora obsuleta constelação de Musca Borealis. No entanto é por vezes designada por c Arietis.
41 Arietis pertence à classe espectral B8Vn e tem uma magnitude aparente de +3.61.
Está localizada a 160 anos-luz da Terra